# مارون (جراد المياه العذبة)

المارون هو الاسم يطلق على نوعين من جراد البحر مرتبطين ارتباطًا وثيقًا في غرب أستراليا. كانا يُعتبران سابقًا نوعًا واحدًا، وقد تم التعرف عليه اليوم على أنه يضم نوعين وهما: مارون نهر مارغريت [الإنجليزية] المهدد بالانقراض و المارون الأملس [الإنجليزية].

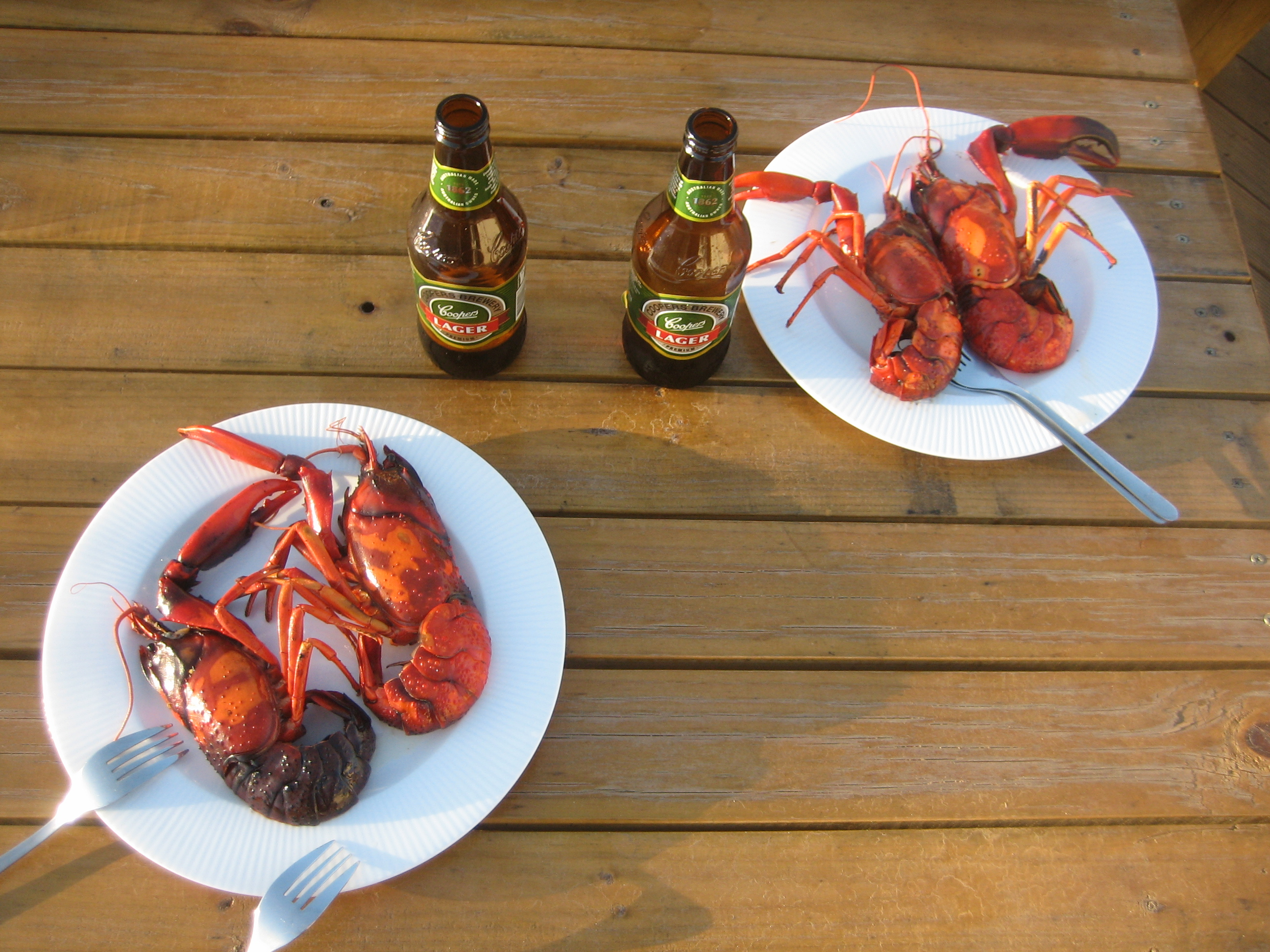
مارون مشوي جاهز للأكل.

يعتبر المارون منتجًا فاخرًا ومحور تطور صناعة الاستزراع المائي في أستراليا الغربية والولايات الأسترالية الأخرى. بلغ إجمالي الإنتاج الأسترالي من المارون المستزرع 30 طنًا في عام 1996. في غرب أستراليا يخضع الصيد الترفيهي للمارون لرقابة مشددة ويسمح به فقط في مواسم محدودة، ويتطلب صيده تصريحا من السلطات، مع الأخذ بعين الاعتبار فرض الحد الأدنى على أحجام المارون المراد صيدها.
أدخل المارون إلى جزيرة كانغارو في جنوب أستراليا، حيث يتم استزراعها تجاريًا، إلى جانب خلق بيئة برية لها في المجاري المائية المحلية.